# Niofoin
Niofoin  è una città, sottoprefettura e comune della Costa d'Avorio, situata nel dipartimento di Korhogo. Conta una popolazione di 26 471 abitanti (censimento 2014).